# 11580 Bautzen
11580 Bautzen è un asteroide della fascia principale. Scoperto nel 1994, presenta un'orbita caratterizzata da un semiasse maggiore pari a 2,4355722 UA e da un'eccentricità di 0,1314236, inclinata di 3,09286° rispetto all'eclittica.